# ATP Challenger Helsinki-2
Der ATP Challenger Helsinki (offiziell: Helsinki Challenger) war ein Tennisturnier, das von 1983 bis 1991 jährlich in Helsinki, Finnland, stattfand. Es gehörte zur ATP Challenger Tour und wurde in der Halle auf Hartplatz gespielt. Peter Palandjian gewann als einziger im Doppel zwei Titel. Außerdem war Jakob Hlasek im Einzel und Doppel je einmal erfolgreich.

## Liste der Sieger

### Einzel
| Jahr | Sieger             | Finalgegner       | Ergebnis          |
| ---- | ------------------ | ----------------- | ----------------- |
| 1991 | Michiel Schapers   | Alex Antonitsch   | 7:6, 4:6, 7:5     |
| 1990 | nicht ausgetragen  | nicht ausgetragen | nicht ausgetragen |
| 1989 | David Engel        | Veli Paloheimo    | 4:6, 7:6, 6:1     |
| 1988 | Veli Paloheimo     | Nicklas Kulti     | 3:6, 6:4, 6:4     |
| 1987 | Grant Connell      | Alexander Swerew  | 7:6, 6:2          |
| 1986 | Patrik Kühnen      | Jaroslav Navrátil | 6:4, 7:6          |
| 1985 | Andrei Tschesnokow | Eric Jelen        | 4:6, 6:0, 6:3     |
| 1984 | Jakob Hlasek       | Johan Carlsson    | 6:4, 6:3          |
| 1983 | Erick Iskersky     | Amos Mansdorf     | 6:4, 4:6, 7:5     |

### Doppel
| Jahr | Sieger                           | Finalgegner                       | Ergebnis              |
| ---- | -------------------------------- | --------------------------------- | --------------------- |
| 1991 | Tarik Benhabiles Henri Leconte   | Alex Antonitsch Glenn Layendecker | 7:5, 7:6              |
| 1990 | nicht ausgetragen                | nicht ausgetragen                 | nicht ausgetragen     |
| 1989 | Finale nicht gespielt            | Finale nicht gespielt             | Finale nicht gespielt |
| 1988 | Luke Jensen Peter Palandjian (2) | Jörg Müller James Turner          | 7:6, 3:6, 6:3         |
| 1987 | Peter Palandjian (1) Bud Schultz | Nicklas Utgren Pasi Virtanen      | 7:6, 6:4              |
| 1986 | Peter Carlsson Jörgen Windahl    | Kelly Jones David Livingston      | 6:2, 4:6, 7:6         |
| 1985 | Ronnie Båthman Stefan Eriksson   | Morten Christensen Patrik Kühnen  | 6:4, 3:6, 6:4         |
| 1984 | Jakob Hlasek Alexandre Hocevar   | Ronnie Båthman Magnus Tideman     | 7:6, 6:4              |
| 1983 | Kimmo Alkio Olli Rahnasto        | Erick Iskersky Richard Lewis      | 6:4, 5:7, 6:3         |